# Eric Otto Winstedt
Eric Otto Winstedt (1880 in Oxford – 29. Januar 1955), bekannter als E. O. Winstedt, war ein britischer Sprachwissenschaftler, Latinist und Tsiganologe. Er übersetzte lateinische Texte wie Marcus Tullius Ciceros Briefe an Titus Pomponius Atticus ins Englische und  veröffentlichte zur Koptischen Sprache.
Weiterhin stellte er in den 1920er Jahren ein "Register der Zigeunernamen" zusammen und publizierte häufig im Journal of the Gypsy Lore Society zu dessen Kerngruppe er gehörte.
Sein Bruder war Richard Olaf Winstedt.

## Schriften
- Coptic texts on St Theodore: the general (Stratelates, [d.] c306), on St Theodore the Eastern (the Oriental) and on Chamoul and Justus. APA, 1979
- Some Old German Word Lists. Gypsy Lore Society, 1908
- Early British Gypsies. Gypsy Lore Society, 1913